# Катерина Тогонідзе
Катерина Тогонідзе (груз. ეკატერინე ტოგონიძე, нар. 16 березня 1981, Тбілісі, Грузинська РСР) — грузинська тележурналістка і письменниця, а також викладачка і активістка з прав інвалідів.

## Біографія
Вивчала журналістику у Тбіліському державному університеті ім. Іване Джавахішвілі. Вела програми «Вісник» і «Аліоні» на Першому каналі Грузинського громадського телебачення.
У 2011 році вийшла її дебютна збірка оповідань «Анестезія», що відкрила нову тему в грузинській літературі — становище в суспільстві людей з обмеженими можливостями. В кожному оповіданні головний герой страждає від болю, від якої намагається знайти анестезію, на що і вказує назву збірки. «Анестезія» була удостоєна грузинської літературної премії «Саба».
Публікувалася в грузинських та іноземних виданнях і журналах, її книги перекладені англійською, українською та німецькою мовою. Входить до топ-10 сучасних грузинських письменників за версією видання Sputnik-Грузія.
Знімалася в короткометражному фільмі «Радіо Сіті» (1991), документальних фільмах «Блякла тінь лютого» (2005) і «Будинок щастя» (2008).
Перший переклад твору Екатеріне Тоґонідзе українською мовою здійснено 2025 - роман "Асинхронія". 

## Твори
- Анестезія (2011, премія «Саба» за найкращий дебют)[1]
- Асинхрон (2014, премія «Саба»)[5]
- Інший шлях[6][7]
- Послухай мене